# Абрамович Максим Олександрович
Макси́м Олекса́ндрович Абрамо́вич (17 березня 1994, Дубровиця, Дубровицький район — 26 березня 2021, с-ще Шуми, Бахмутський район) — український військовослужбовець, старший сержант 109-го окремого гірсько-штурмового батальйону 10-ї окремої гірсько-штурмової бригади Збройних сил України, учасник російсько-української війни.

## Із життєпису
Закінчив загальноосвітню школу № 2 Дубровиці, був активним спортсменом: займався бойовим гопаком та фехтуванням. Вступив до Харківського національного університету внутрішніх справ. У 2017 році перервав навчання та, підписавши контракт зі Збройними силами, вирушив на фронт.
Учасник Антитерористичної операції на сході України та Операції об'єднаних сил на території Донецької та Луганської областей з 2017 року.
Після закінчення першого контракту у 2020 році пішов у запас, але в грудні того ж року підписав новий контракт.
Загинув 26 березня 2021 року, біля селища Шуми Донецької області, внаслідок смертельного поранення під час снайперського обстрілу — йшов на допомогу групі саперів, котру холоднокровно розстрілювали ворожі снайпери. Тоді ж загинули підполковник Сергій Коваль, старший сержант Сергій Барнич та старший солдат Сергій Гайченко, важких поранень зазнав старшина Сергій Бруска, поранень середньої тяжкости — старший солдат Гещук.
Похований 30 березня 2021 року в рідній Дубровиці. Залишилась мати, в якої був єдиним сином.
Дні 28, 29 та 30 березня оголошені днями жалоби на території Дубровицької міської територіальної громади.

## Нагороди та вшанування
- Указом Президента України № 149/2021 від 7 квітня 2021 року «за особисту мужність і самовіддані дії, виявлені у захисті державного суверенітету та територіальної цілісності України» — нагороджений орденом «За мужність» III ступеня (посмертно)[2].
- Відзнака Президента України «За участь в антитерористичній операції».
- Медаль «За звитягу та вірність».